# Jättetigerfisk
Jättetigerfisk (Hydrocynus goliath) är en fiskart som beskrevs av Boulenger, 1898. Hydrocynus goliath ingår i släktet Hydrocynus och familjen Alestidae. IUCN kategoriserar arten globalt som livskraftig. Inga underarter finns listade i Catalogue of Life.

## Utbredning
Jättetigerfisk förekommer i stora vattendrag i Kongobäckenet, främst Kongofloden, Lualabafloden samt Upembasjön, men även i Tanganyikasjön.

## Utseende
Arten kan bli uppemot 1,5 m lång och väga 50 kg. Dess tänder liknar vithajens och antalet uppgår till 32 totalt.